# Gian Simmen
Gian Simmen (Coira, 19 de fevereiro de 1977) é um snowboarder suíço.
Em 1998 conseguiu a medalha de ouro nos Jogos Olímpicos de Inverno na modalidade halfpipe.